# Список дипломатических миссий Саудовской Аравии
Список дипломатических миссий Саудовской Аравии — департамент иностранных дел Саудовской Аравии, был образован наследным принцем Фейсалом в 1926 году. В 1930 году он был преобразован в министерство, в котором первоначально было лишь 15 служащих, страна в это время не имела ни одного зарубежного представительства. В 1936 году Саудовская Аравия имела 5 зарубежных миссий — в Лондоне, Каире, Багдаде, Дамаске и Женеве, в 1951 году их насчитывалось уже 16. В настоящее время Саудовская Аравия располагает обширной сетью посольств на всех 5 континентах.

## Европа
- Албания, Тирана (посольство)
- Австрия, Вена (посольство)
- Бельгия, Брюссель (посольство)
- Босния и Герцеговина, Сараево (посольство)
- Чехия, Прага (посольство)
- Дания, Копенгаген (посольство)
- Великобритания, Лондон (посольство)
- Германия, Берлин (посольство)
- Венгрия, Будапешт (посольство)
- Греция, Афины (посольство)
- Ирландия, Дублин (посольство)
- Испания, Мадрид (посольство)
  - Малага (консульство)
- Италия, Рим (посольство)
- Нидерланды, Гаага (посольство)
- Норвегия, Осло (посольство)
- Польша, Варшава (посольство)
- Португалия, Лиссабон (посольство)
- Россия, Москва (посольство)
- Румыния, Бухарест (посольство)
- Украина, Киев (посольство)
- Франция, Париж (посольство)
- Швейцария, Берн (посольство)
- Швеция, Стокгольм (посольство)

## Азия
- Афганистан, Кабул (посольство)
- Азербайджан, Баку (посольство)
- Бангладеш, Дакка (посольство)
- Бруней, Бандар-Сери-Бегаван (посольство)
- Индия, Нью-Дели (посольство)
  - Мумбай (генеральное консульство)
- Индонезия, Джакарта (посольство)
- Казахстан, Алматы (посольство)
- Китай, Пекин (посольство)
  - Гонконг (генеральное консульство)
- Тайвань, Тайбэй (торговая миссия)
- Республика Корея, Сеул (посольство)
- Малайзия, Куала-Лумпур (посольство)
- Пакистан, Исламабад (посольство)
  - Карачи (генеральное консульство)
- Сингапур, Сингапур (посольство)
- Таиланд, Бангкок (посольство)
- Туркменистан, Ашхабад (посольство)
- Узбекистан, Ташкент (посольство)
- Филиппины, Манила (посольство)
- Шри-Ланка, Коломбо (посольство)
- Япония, Токио (посольство)
  - Осака (генеральное консульство)

## Средний Восток
- Бахрейн, Манама (посольство)
- Иордания, Амман (посольство)
- Ирак, Багдад (посольство)

- Йемен, Сана (посольство)
- Катар, Доха (посольство)
- Кувейт, Эль-Кувейт (посольство)
- Ливан, Бейрут (посольство)
- Оман, Маскат (посольство)
- ОАЭ, Абу-Даби (посольство)
  - Дубай (генеральное консульство)
- Сирия, Дамаск (посольство)
- Турция, Анкара (посольство)
  - Стамбул (генеральное консульство)

## Америка
- Аргентина, Буэнос-Айрес (посольство)
- Бразилия, Бразилиа (посольство)
- Венесуэла, Каракас (посольство)
- Канада, Оттава (посольство)
- Куба, Гавана (посольство)
- Мексика, Мехико (посольство)
- США, Вашингтон (посольство)
  - Нью-Йорк (генеральное консульство)
  - Хьюстон (генеральное консульство)
  - Лос-Анджелес (генеральное консульство)

## Африка
- Алжир, Алжир (посольство)
- Буркина-Фасо, Уагадугу (посольство)
- Египет, Каир (посольство)
  - Александрия (генеральное консульство)
- Эритрея, Асмара (посольство)
- Эфиопия, Аддис-Абеба (посольство)
- Габон, Либревиль (посольство)
- Гана, Аккра (посольство)
- Гвинея, Конакри (посольство)
- Ливия, Триполи (посольство)
- Мавритания, Нуакшот (посольство)
- Марокко, Рабат (посольство)
- Кения, Найроби (посольство)
- Уганда, Кампала (посольство)
- Замбия, Лусака (посольство)
- Мали, Бамако (посольство)
- Камерун, Яунде (посольство)
- Чад, Нджамена (посольство)
- Кот-д’Ивуар, Абиджан (посольство)
- Джибути, Джибути (посольство)
- Нигер, Ниамей (посольство)
- Нигерия, Абуджа (посольство)
- Сенегал, Дакар (посольство)
- Судан, Хартум (посольство)
- Танзания, Дар-эс-Салам (посольство)
- Тунис, Тунис (посольство)
- ЮАР, Претория (посольство)

## Океания
- Австралия, Канберра (посольство)
- Новая Зеландия, Окленд (генеральное консульство)

## Международные организации
- - Брюссель (представительство при ООН)
  - Женева (постоянное представительство при ООН и других международных организациях)
  - Каир (постоянное представительство при ЛАГ)
  - Нью-Йорк (постоянное представительство при ООН)
- Париж (постоянное представительство при UNESCO)
- Вена (постоянное представительство при ОПЕК)